# Deus vult

W dewizie na herbie zakonu Bożogrobców

Deus vult, (łac. „Bóg tak chce”) – okrzyk będący rzekomo odpowiedzią na wezwanie do krucjaty, wygłoszone przez papieża Urbana II na Synodzie w Clermont, prawdopodobnie rzucony przez Piotra z Amiens, a następnie podjęty przez innych obecnych rycerzy. Jest on również uważany za hasło przewodnie pierwszej krucjaty.
Istnieje wiele wersji zawołania – deus vult pochodzi z łaciny klasycznej, z kolei deus lo volt to zniekształcona łacina średniowieczna, tutaj zawierająca elementy włoskie i francuskie. Częsta jest też wersja w całości francuska – Dieu le veut.
Hasło to, w formie Deus lo vult jest dewizą Zakonu Rycerskiego Grobu Bożego w Jerozolimie, w Polsce znanego jako bożogrobcy albo miechowici.
Hasło to było wielokrotnie wykorzystywane w kulturze. „Bóg tak chce!” jest tytułem pierwszego tomu powieści Krzyżowcy autorstwa Zofii Kossak.
Dodatek do gry komputerowej Europa universalis: Mroczne Wieki firmy Paradox Interactive nosi nazwę Deus Vult.